# Gölcük
Gölcük és una ciutat i un districte a la província turca de Kocaeli. El districte té una superfície de 207 km² i hi viuen un total de 137,637 habitants (estimació 2010). El districte de la ciutat té 130.141 habitants i es diu igualment Gölcük. El districte de Gölcük limita directament amb la badia d'Izmit. La marina turca posseeix una base a Gölcük.
Gölcük fou el centre del Terratrèmol de Marmara el 17 d'agost de 1999 en el qual hi va haver milers de morts. Només al districte de Gölcük hi moriren prop de 20.000 persones.

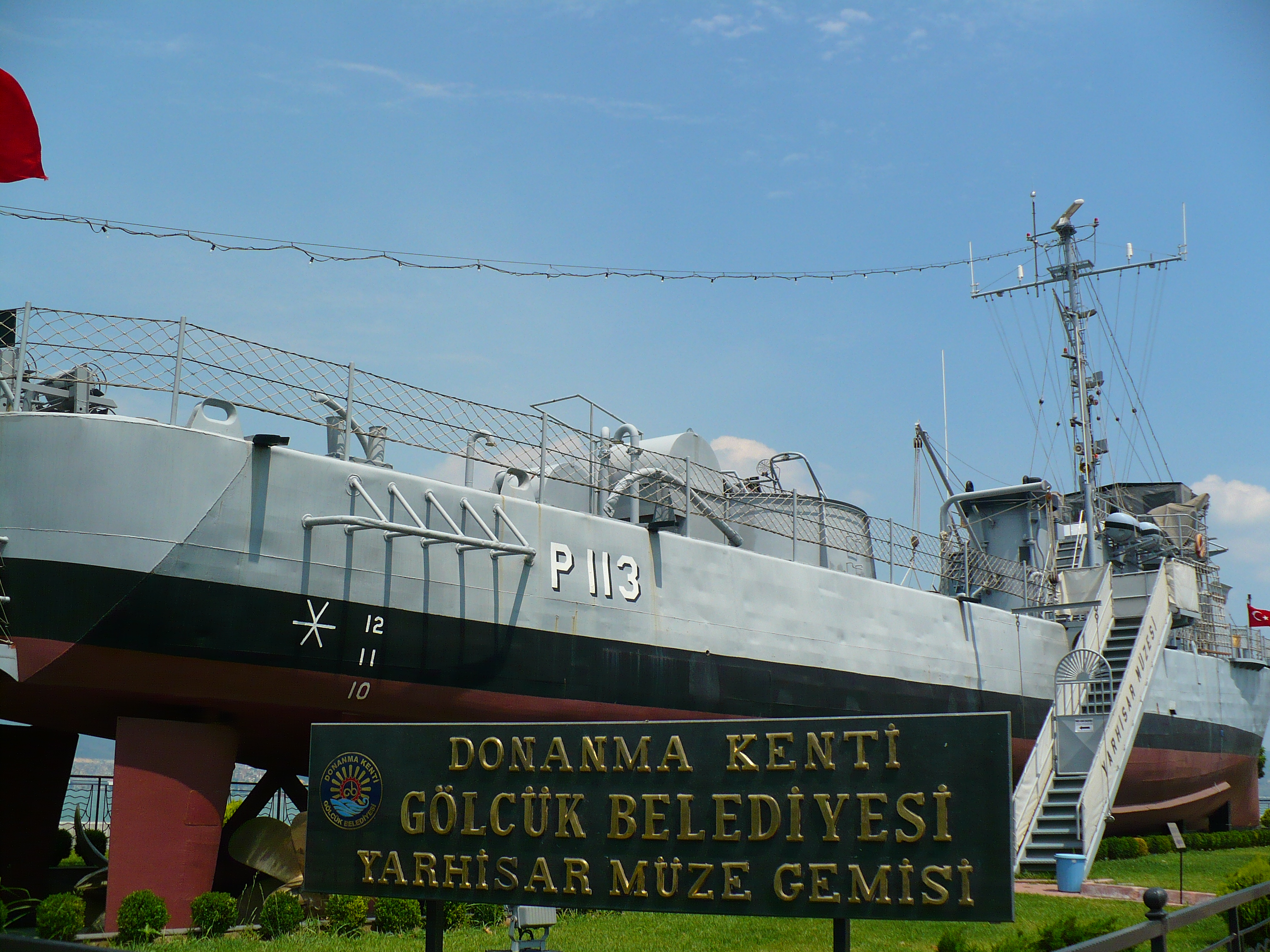
Vaixell museu Yarhisar